# Perdifumo
Perdifumo – miejscowość i gmina we Włoszech, w regionie Kampania, w prowincji Salerno.
Według danych na rok 2004 gminę zamieszkiwało 1866 osób, 81,1 os./km².